# Вечный жид (роман)

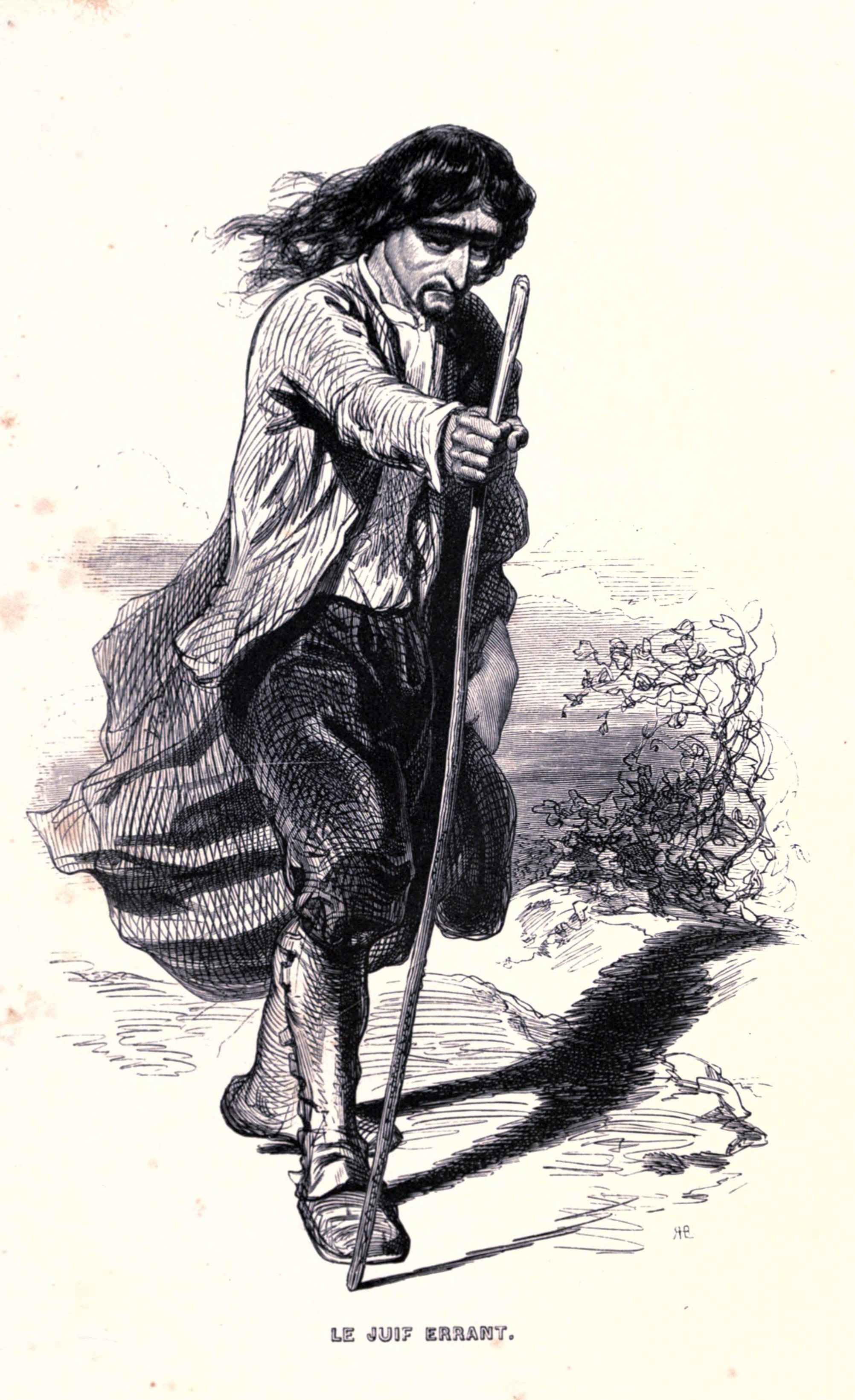
Вечный жид

«Вечный жид» (фр. Le Juif errant) — роман-фельетон Эжена Сю, публиковавшийся в «Le Constitutionnel» в 1844—1845 годах. Переведён на русский в 1894 году Е. Ильиной. Первое издание романа под названием «Агасфер» в СССР было осуществлено издательством «ACADEMIA» в 4 томах с 1933 по 1936 год. В 1990 году СП «Терра» выпустило репринтное издательство романа тиражом 100 000 экземпляров.

## Сюжет
Действие происходит в 1832 году. История начинается у пустынных побережий Сибири и Аляски, разделённых Беринговым проливом в Северном Ледовитом океане. На снегу с азиатской стороны выделяются мужские следы с семью оттопыренными в виде креста ногтями, которые соответствуют аналогичным женским следам с американской стороны; это ангелы-хранители Агасфера и его сестры Иродиады, положительных героев романа, то есть потомков маркиза Мариуса Реннепона, жившего в XVII веке.
В марте 1685 года Людовик XIV отменил Нантский эдикт, постановление Генриха IV от 1598 года, гарантировавшее религиозную терпимость к гугенотам; новым указом Людовик XIV запретил исповедовать любой культ, кроме католического, и изгнал всех евреев из королевства. Поэтому маркиз Мариус Реннепон отрёкся от кальвинистской веры; но, видимо, его обращение было не совсем искренним. Иезуиты осудили его и завладели его имуществом. Однако маркизу Реннепону удалось бежать и сохранить капитал в 150 000 франков, управление которым было поручено в 1682 году еврейской семье финансистов. 13 февраля 1682 года маркиз Реннепон составил завещание, в котором указывалось, что 150 лет спустя, т. е. 13 февраля 1832 года, потомки семьи Реннепон должны собраться до полудня на улице Сен-Франсуа, 3 в Париже, чтобы разделить наследство. В память об этом событии каждый наследник носит медаль, на которой с помощью семи гвоздей, воткнутых в подошву ботинок Вечного еврея, выгравированы слова: «13 февраля 1832 года, улица Сен-Франсуа, № 3.». Со временем первоначальный капитал в 150 000 франков, которым управляла одна и та же семья от отца к сыну, с процентами вырос до огромной суммы в 250 миллионов франков в 1832 году.
Есть семь наследников Реннепона, и теперь они являются частью очень разных социальных групп. Реннепоны по материнской линии: Роза и Бланш Реннепоны, близнецы, сироты наполеоновского генерала Симона, живущие в Сибири при поддержке Дагобера, бывшего солдата, верного памяти генерала; Джалма, индийский принц; Франсуа Арди, промышленник-фурьерист. Реннепоны по отцовской линии: Габриэль Реннепон, миссионер-иезуит в Скалистых горах, Америка; Жак Реннепон, рабочий в Париже, Адриенна де Кардовиль, богатая и красивая дочь покойного графа Реннепона. Иезуиты стараются предотвратить своевременный приезд наследников, чтобы всё наследство досталось их брату Габриэлю, человеку ангельской доброты, который, став иезуитом, пожертвовал ордену всё свое имущество, в том числе и будущее. Злой иезуит отец Роден заставляет всех наследников Реннепона умереть: влюблённые Адриенна и Джальма убивают себя; Жак умирает алкоголиком; Франсуа Арди умирает от горя, увидев, как его фабрика сгорела; близнецы умирают от холеры, которой они заразились, посвятив себя благотворительной помощи больным. Остаётся только отец Габриэль; но последний, узнав о злодействе Родена, приказывает сжечь драгоценную шкатулку. Сам Роден погибает, отравленный адептом индейской секты Душителей.

## Критика
Роман, рождённый как роман-фельетон, по-видимому, построен как последовательность эмоционально захватывающих драматических узлов, за которыми следует внезапное падение напряжения. Эмоциональное напряжение достигается за счёт использования избыточного и мелодраматического языка; эмоциональное падение либо внешним вмешательством (например, самим рассказчиком), либо фантастическим вмешательством (нечеловеческие персонажи странствующего еврея и его сестры).
В романе господствуют два фантастических персонажа бродячего еврея и его сестры, первый — символ угнетённого и рабочего класса, осуждённого на тяжкий труд без вознаграждения, а второй — символ угнетённой женщины, попираемой в своих правах. Эжен Сю использовал эту историю, чтобы бороться с иезуитами и интерпретировать классовую борьбу.